# Villenave-près-Marsac
 Villenave-près-Marsac  es una comuna y población de Francia, en la región de Mediodía-Pirineos, departamento de Altos Pirineos, en el distrito de Tarbes y cantón de Vic-en-Bigorre.
Su población en el censo de 1999 era de 43 habitantes.
No está integrada en ninguna Communauté de communes.

## Demografía
| 47 | 54 | 45 | 42 | 43 | 43 |
| Para los censos de 1962 a 1999 la población legal corresponde a la población sin duplicidades (Fuente: INSEE [Consultar]) |    |    |    |    |    |